# Silvestro IV
Maginulfo (XI secolo – XII secolo) è stato un presbitero italiano.
Fu antipapa col nome di Silvestro IV dal 1105 fino al 1111.

## Biografia
Arciprete di Castel Sant'Angelo, venne eletto papa da alcuni membri dell'aristocrazia romana appoggiati dal futuro imperatore Enrico V, approfittando dell'assenza di papa Pasquale II. Dopo l'elezione assunse il nome di Silvestro IV e venne consacrato nella chiesa di Santa Maria Rotonda (il Pantheon) e si insediò nel palazzo del Laterano il 18 novembre 1105.
Continuò quella sequela di antipapi imperiali iniziata con Clemente III e proseguita con Teodorico e Alberto.
Quando il giorno successivo Pasquale II tornò a Roma, Silvestro si trasferì prima a Tivoli e poi a Osimo, sotto la protezione di Guarnieri I, marchese di Ancona e duca di Spoleto. L'11 aprile 1111 il papa e l'imperatore raggiunsero un accordo riguardo alle investiture dei vescovi e quindi Enrico, che aveva usato Silvestro come mezzo di pressione nei riguardi di Pasquale, lo fece rinunciare alle sue pretese sul papato e lo indusse a fare atto di sottomissione. Gli fu così consentito di ritirarsi ad Ancona per il resto della sua vita sotto la protezione di Guarnieri. Forse morì prima del 1118 perché, sette anni dopo il suo ritiro, Enrico V non lo riesumò contro Papa Gelasio II, ma si creò un altro antipapa, Gregorio VIII.